# Віка Циганова
Вікторія Юріївна Цигано́ва (рос. Виктория Юрьевна Цыганова, до шлюбу Жукова, виступає як Віка Циганова, нар. 28 жовтня 1963 року, Хабаровськ, РРФСР, СРСР) — радянська і російська співачка в жанрі російського шансону, акторка та композиторка. Підтримує путінський режим та війну Росії проти України.
За свідоме порушення Державного кордону України з метою проникнення в окупований Росією Крим внесена до бази «Миротворець». Вона співпрацює з проросійськими терористичними організаціями та бере участь у пропагандистських заходах Росії, що намагаються легалізувати анексію АР Крим.

## Біографія
Народилася 28 жовтня 1963 року в місті Хабаровську в родині морського офіцера Юрія Олександровича Жукова, уродженця Ленінграда. Він проходив службу на базі Червонопрапорної Амурської флотилії. Батько добре грав на гітарі та фортепіано, добре малював, намалював портрет Бетховена. Бабуся Олександра Никифорівна Волкова — з донських козаків, грала на балалайці і дерев'яних ложках, а дідусь Михайло Сергійович Волков на гармоні та баяні, бабуся з дідусем познайомилися в 1930-х роках на будівництві Комсомольська-на-Амурі і прожили разом довге життя. Мати Людмила Михайлівна Жукова (до шлюбу Волкова) любила співати, працювала завідувачкою дитячого садка. У Вікторії є сестра Світлана.
Навчалася в музичній школі.
Закінчила музичну школу в Хабаровську
У 12 років вона працювала на літніх канікулах нянею в садку.

### Кар'єра акторки
У 1981—1985 роках навчалась у Далекосхідному інституті мистецтв у місті Владивосток за спеціальністю «акторка театру і кіно», майстерня Сергія Гришка.
Під час навчання в ДПІМ займалася вокалом у старшої викладачки кафедри оперного співу Наталії Олексіївни Шишлянникової.
У дипломному спектаклі виконувала роль Липочки по п'єсі Олександра Островського «Свої люди — помиримося».
У 1985 році почала професійну театральну кар'єру в Єврейському камерному музичному театрі. Потім працювала в обласному театрі драми в Іваново (1986) та Молодіжному музичному театрі Магаданської філармонії (1987—1988).
За весь час роботи в театрі зіграла чимало цікавих ролей, серед яких Гітель Моска у виставі «Давайте всі разом» (режисер Ю. Шерлінг), Зоя — у виставі за п'єсою Леоніда Леонова «Хуртовина» (реж. Юхим Табачніков), головні ролі в спектаклях «Шлягер, шлягер, тільки шлягер!» (реж. М. Левенбук) та «Кіт Леопольд» (реж. А. Вілков).

### Кар'єра співачки
З 1988 року Вікторія Жукова стає солісткою гурту «Море». У наступні два роки почергово побачили світ альбоми «Каравелла любви» та «Осенний день». Період 1988—1989 рр. відзначений масштабними гастрольними турами гурту «Море» найбільшими містами країни.
Одна з пісень у виконанні Вікторії Жукової завоювала приз на Всесоюзному конкурсі «Пісня року — 89».

#### Сольна кар'єра
Спільна робота з композитором Юрієм Прялкіним і поетом Вадимом Цигановим в 1990 році поклала початок сольної кар'єри співачки.
У 1991 році під ім'ям Віки Циганової виходить у світ її перший альбом «Гуляй, анархия».
Перший сольний виступ відбулося через два роки в московському Театрі естради. До цього часу її пісні стають хітами і займають верхні рядки хіт-парадів. Успіх і суспільне визнання спричинили появу нових пісень, концертних програм і гастрольні тури країною та за кордоном.
За період 1992—1996 рр. щорічно виходять альбоми: «С любовью к России» (1992), «Клубничка» (1993), «Ангел Мой» (1993), «Любовь и смерть» (1994), «Эх, не грех» (1995), «Российские песни. Кому это надо?!» (1996).
В 1996—1997 рр. творчість співачки набуває ліричної спрямованості: на зміну хуліганським і патріотичним пісням приходить цикл ліричних балад із збірки «Только любовь», альбому «Красная калина» та російські романси з однойменного альбому.
1998 рік стає переломним моментом у творчості співачки. Бажання оновити і розширити свою аудиторію повертає її до контрастної зміни іміджу та нової музичної спрямованості пісень з елементами рок-н-ролу, року і попси. Результат — новий образ, альбом «Солнце», серія музичних кліпів, рядки в хіт-парадах і презентація нової концертної програми.

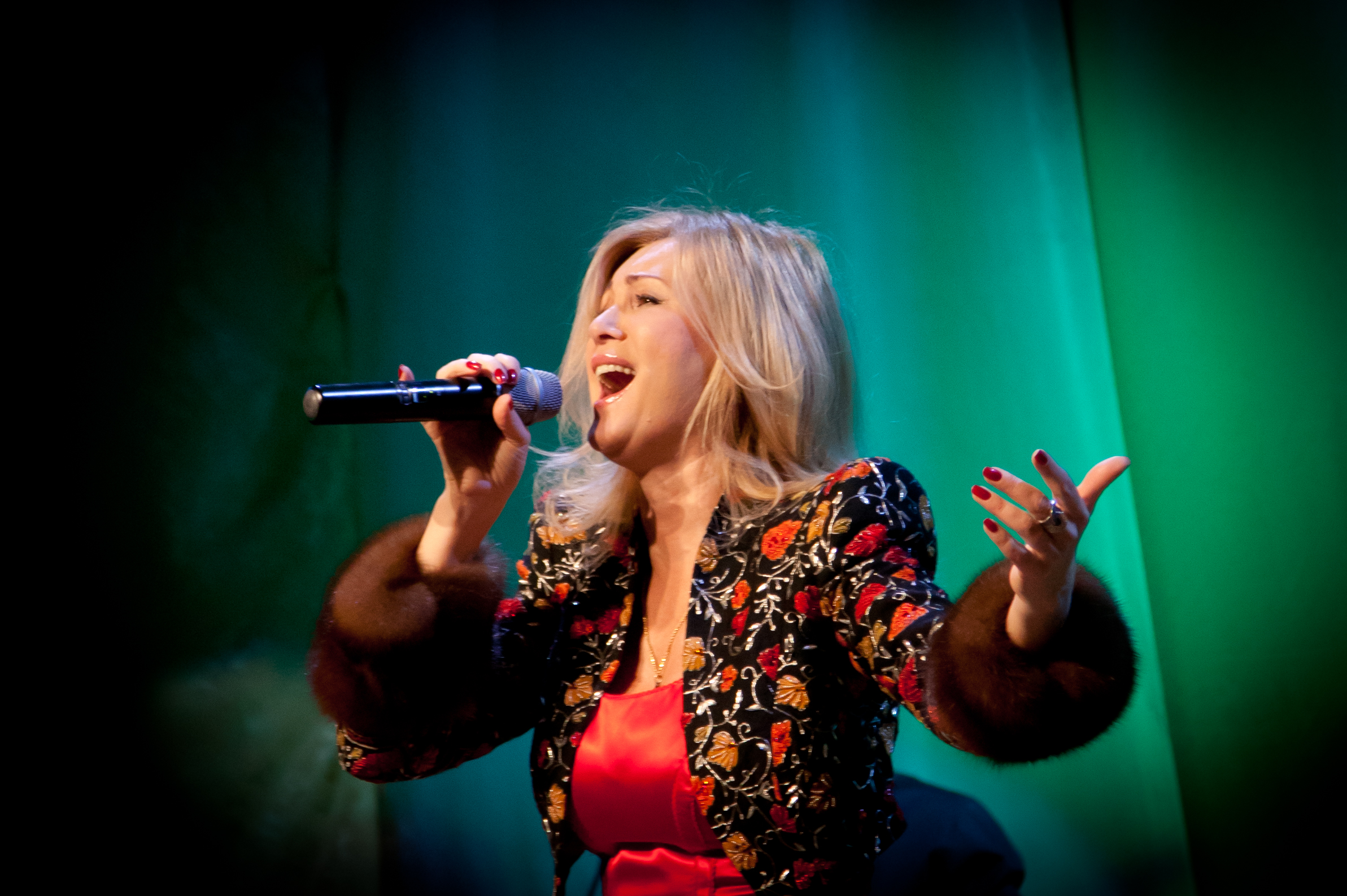
Концерт Віки Циганової
у ЦКіОМ Северодвинська (2014)

2001 рік повертає аудиторії колишню Віку Циганову в тандемі із зіркою шансону Михайлом Кругом. Вісім дуетних робіт увійшли до альбому пам'яті М. Круга, що вийшов восени 2002 року під назвою «Посвящение». А пісня «Приходите в мой дом» стає візитною карткою співачки на багато років. Своєрідний підсумок десятирічної роботи на сцені було підбито у збірці із серії «Легенди жанру», що вийшла цього ж року, під назвою «Русская водка. Лучшие песни».
У 2004 році дебютувала в кіно. Бере участь у зніманнях телесеріалу «На розі біля Патріарших — 4», виконавши роль самої себе.
Також альбом Віки Циганової під назвою «Приходите в мой дом» на церемонії вручення премії «Шансон року» визнано переможцем у номінації «Альбом року».
У 2006 році виходить альбом «Вояж-Винтаж». Ця робота відрізнялася незвичайними музичними аранжуваннями пісень. Вона подарувала слухачам подорож країнами, культура яких цікава самій співачці. Автор всього пісенного репертуару Циганової, як і раніше, її чоловік та продюсер Вадим Циганов.
У 2010 році робота над новим проєктом на музику Олександра Морозова та вірші Вадима Циганова під робочою назвою «Ретро — NEW». Як підсумок цієї роботи виходить новий альбом Вікторії — «Синие мои цветы», а пісня «Вечная память» стає одним з лауреатів загальноросійського конкурсу «Весна победы».
Учасниця щорічної Національної премії «Шансон року» в Кремлі.

### Особисте життя
Чоловік з 1990—1991 років — поет, продюсер і дизайнер Вадим Борисович Циганов (нар.. 30 травня 1963 року). Живуть у власному будинку під Москвою.

## Підтримка окупації України
4 квітня 2014 року вручила Геннадію Зюганову нагородний лист його батька. Раніше Вікторії Юріївні передали цей документ два ветерани під час її вуличного концерту в Севастополі. Нагородний лист з часів німецько-радянської війни зберігався в міському архіві. Лідер російських комуністів вручив В. Цигановій пам'ятну медаль ЦК КПРФ «90 років СРСР» за внесок у патріотичне виховання молоді.
Так Віка Циганова незаконно порушила державний кордон України, відвідавши Крим. Там з 4 по 7 травня 2014 році вона виступала в Криму і Севастополі на святковому концерті, організованому КПРФ. На концерті вона та її чоловік Вадим Циганов були нагороджені медалями ЦК КПРФ «70 років визволення Криму і Севастополя».
Разом з П. Матрьонічевим створила кліп «Это родина моя», статистами в якому також виступили сепаратист Павло Губарєв та його дружина; у кліпі пропагувала відновлення СРСР та територіальні претензії до України та інших незалежних держав.
22 лютого 2016 року виступила з концертом в окупованому російсько-терористичними військами Донецьку:
|  | «У нас є нова пісня, вона присвячена Донбасу. Вона зачіпає події Великої Вітчизняної війни та сьогоднішні», - розповідала Віка Циганова. Вона також додала, що планує розвивати творче співробітництво з ДНР, в тому числі з музикантами республіки. «Сьогодні ми розмовляли з міністром культури ДНР, ми вибудували план спільної роботи», - підкреслила вона |

У ході президентських виборів 2018 року була довіреною особою Володимира Путіна.
У березні 2018 року знову побувала і виступила в Севастополі під час візиту туди В. В. Путіна. А на 9 травня цього ж року виступила в окупованому Донецьку.

## Благодійність
Благодійні виступи співачки перед службовцями внутрішніх військ, дітьми-сиротами та інвалідами, участь в акціях допомоги матерям, чиї сини загинули в Афганістані, а також неодноразові поїздки до Чечні відзначено великою кількістю грамот і листів подяки за заслуги перед Ромійською Федерацією. Серед них — медаль «За ратну службу» (2000 р.), подяка від Головнокомандувача Збройними силами Росії Володимира Путіна за проявлену відвагу і мужність у захисті Вітчизни (2002 р.), недержавний орден «За відродження Росії. XXI століття» (2004), срібний орден Міжнародного благодійного фонду «Меценати століття» (2005).

## Модельний бізнес
Багаторічне хобі співачки — авторський дизайн одягу. З 2004 року вона демонструє свої дизайнерські роботи на концертних майданчиках та творчих вечорах, як, наприклад, у готелі «Метрополь», коли було представлено бренд «TSIGANOVA».

## Дискографія

### Гурт «Море»
- 1989 — «Каравелла любви»
- 1990 — «Осенний день»

### Сольна дискографія
- 1991 — Гуляй, анархия
- 1991 — Балалайка-зараза
- 1992 — Ангел мой
- 1992 — C любовью к России
- 1993 — Ангел мой
- 1994 — Клубничка
- 1994 — Любовь и смерть
- 1995 — Лучшие песни
- 1995 — Эх, не грех
- 1996 — Русские песни. Кому это надо?!
- 1996 — Только любовь
- 1997 — Романсы
- 1997 — Калина красная
- 1998 — Солнце
- 2002 — Лучшие песни. Русская водка
- 2002 — Посвящение (спільно з Михайлом Кругом)
- 2003 — Приходите в мой дом
- 2004 — Офицеры России
- 2006 — Вояж-винтаж
- 2007 — Веселись, Русь..!
- 2008 — Романсы и русские песни
- 2009 — Grand Collection. Вика Цыганова
- 2010 — Синие мои цветы…
- 2011 — Романсы
- 2011 — Золотые хиты

## Відеографія
- 1995 — Люблю и верю
- 1996 — Только любовь — Солнце — Одинокая — Новый год
- 2003 — Вернусь в Россию
- 2010 — Синие мои цветы / Юбилейный концерт

## Премії та нагороди
- Заслужена артистка республіки Тива — 1999
- Недержавна медаль «За ратну службу» — 2000
- Недержавний орден «За Відродження Росії в XXI столітті» — 2004
- Срібний орден Міжнародного благодійного фонду «Меценати сторіччя» — 2005
- Пам'ятна медаль ЦК КПРФ «90 років СРСР»
- Пам'ятна медаль ЦК КПРФ «70 років визволення Криму і Севастополя».

## Санкції
Віка Циганова підтримала військове вторгнення росії в Україну у публічних заявах. Співачка, яка написала відкритий лист Володимиру Путіну зі словами підтримки його так званої «спецоперації» в Україні.
19 жовтня 2022 року додана до санкційного списку України.